# Grammy Award for Best American Roots Performance
Der Grammy Award for Best American Roots Performance, auf Deutsch „Grammy-Auszeichnung für die beste American-Roots-Darbietung“, ist ein Musikpreis, der seit 2015 von der amerikanischen Recording Academy verliehen wird. Der Preis geht an Künstler für Lieder aus dem Bereich der Rootsmusik.

## Geschichte und Hintergrund
Die seit 1959 verliehenen Grammy Awards werden jährlich in zahlreichen Kategorien von der Recording Academy in den Vereinigten Staaten vergeben, um künstlerische Leistung, technische Kompetenz und hervorragende Gesamtleistung ohne Rücksicht auf die Album-Verkäufe oder Chart-Position zu würdigen.
Eine dieser Kategorien ist der Grammy Award for Best American Roots Performance. Der Preis, der dem Interpreten verliehen wird, wurde erstmals bei den Grammy Awards 2015 an Rosanne Cash für das Lied A Feather’s Not a Bird vergeben. Laut der Recording Academy umfasst die Auszeichnung alle Subgenres der American Roots-Kategorien, darunter Americana, Bluegrass, Blues, Folk und andere Formen regionaler Rootsmusik. Die Kategorie ist für Solointerpreten, Duos, Gruppen und andere Kollaborationen vorgesehen und gilt nur für Singles oder Tracks.

## Gewinner und Nominierte
| Jahr                 | Gewinner                                      | Nationalität       | Titel                           | Nominierte | Bild des/der Gewinner(s) |
| -------------------- | --------------------------------------------- | ------------------ | ------------------------------- | --- | ------------------------ |
| 2015                 | Rosanne Cash                                  | Vereinigte Staaten | A Feather’s Not a Bird          | - Gregg Allman und Taj Mahal – Statesboro Blues - Billy Childs featuring Alison Krauss und Jerry Douglas – And When I Die - Keb’ Mo’ featuring the California Feet Warmers – The Old Me Better - Nickel Creek – Destination   |                          |
| 2016                 | Mavis Staples                                 | Vereinigte Staaten | See That My Grave Is Kept Clean | - Béla Fleck und Abigail Washburn – And Am I Born to Die - Buddy Guy – Born to Play Guitar - Milk Carton Kids – City of Our Lady - Punch Brothers – Julep                                                                     |                          |
| 2017                 | Sarah Jarosz                                  | Vereinigte Staaten | House of Mercy                  | - The Avett Brothers – Ain’t No Man - The Blind Boys of Alabama – Mother’s Children Have a Hard Time - Rhiannon Giddens – Factory Girl - Lori McKenna – Wreck You                                                             |                          |
| 2018                 | Alabama Shakes                                | Vereinigte Staaten | Killer Diller Blues             | - The Blind Boys of Alabama – Let My Mother Live - Glen Campbell – Arkansas Farmboy - Leonard Cohen – Steer Your Way - Alison Krauss – I Never Cared for You                                                                  |                          |
| 2019                 | Brandi Carlile                                | Vereinigte Staaten | The Joke                        | - Sean Ardoin – Kick Rocks - Jon Batiste – Saint James Infirmary Blues - Anderson East – All on My Mind - Willie Nelson – Last Man Standing                                                                                   |                          |
| 2020 26. Januar 2020 | Sara Bareilles                                | Vereinigte Staaten | Saint Honesty                   | - Calexico and Iron & Wine – Father Mountain - Rhiannon Giddens with Francesco Turrisi – I’m on My Way - I’m with Her – Call My Name - Yola – Faraway Look                                                                    |                          |
| 2021 14. März 2021   | John Prine                                    | Vereinigte Staaten | I Remember Everything           | - Black Pumas – Colors - Bonny Light Horseman – Deep in Love - Brittany Howard – Short and Sweet - Norah Jones & Mavis Staples – I’ll Be Gone                                                                                 |                          |
| 2022 3. April 2022   | Jon Batiste                                   | Vereinigte Staaten | Cry                             | - Billy Strings – Love and Regret - The Blind Boys of Alabama & Béla Fleck – I Wish I Knew How It Would Feel to Be Free - Brandy Clark featuring Brandi Carlile – Same Devil - Allison Russell – Nightflyer                   |                          |
| 2023 5. Februar 2023 | Aaron Neville with the Dirty Dozen Brass Band | Vereinigte Staaten | Stompin’ Ground                 | - Bill Anderson feat. Dolly Parton – Someday It’ll All Make Sense (Bluegrass Version) - Madison Cunningham – Life According to Raechel - Fantastic Negrito – Oh Betty - Aoife O’Donovan & Allison Russell – Prodigal Daughter |                          |
| 2024 4. Februar 2024 | Allison Russell                               | Kanada             | Eve Was Black                   | - Jon Batiste – Butterfly - Blind Boys of Alabama – Heaven Help Us All - Madison Cunningham – Inventing the Wheel - Rhiannon Giddens – You Louisiana Man                                                                      | Allison Russell 2021     |
| 2025 2. Februar 2025 | Sierra Ferrell                                | Vereinigte Staaten | Lighthouse                      | - Blame It on Eve von Shemekia Copeland - Nothing in Rambling von den Fabulous Thunderbirds featuring Bonnie Raitt, Keb’ Mo’, Taj Mahal & Mick Fleetwood - The Ballad of Sally Anne von Rhiannon Giddens                      |                          |